# Cerro Gordo, Bolivia
Cerro Gordo är ett berg i Bolivia.   Det ligger i departementet Potosí, i den sydvästra delen av landet, 400 km sydväst om huvudstaden Sucre. Toppen på Cerro Gordo är 4 602 meter över havet, eller 478 meter över den omgivande terrängen. Bredden vid basen är 3,2 km.
Terrängen runt Cerro Gordo är huvudsakligen kuperad. Trakten runt Cerro Gordo är nära nog obefolkad, med mindre än två invånare per kvadratkilometer.. 
Omgivningarna runt Cerro Gordo är i huvudsak ett öppet busklandskap.